# Bellange

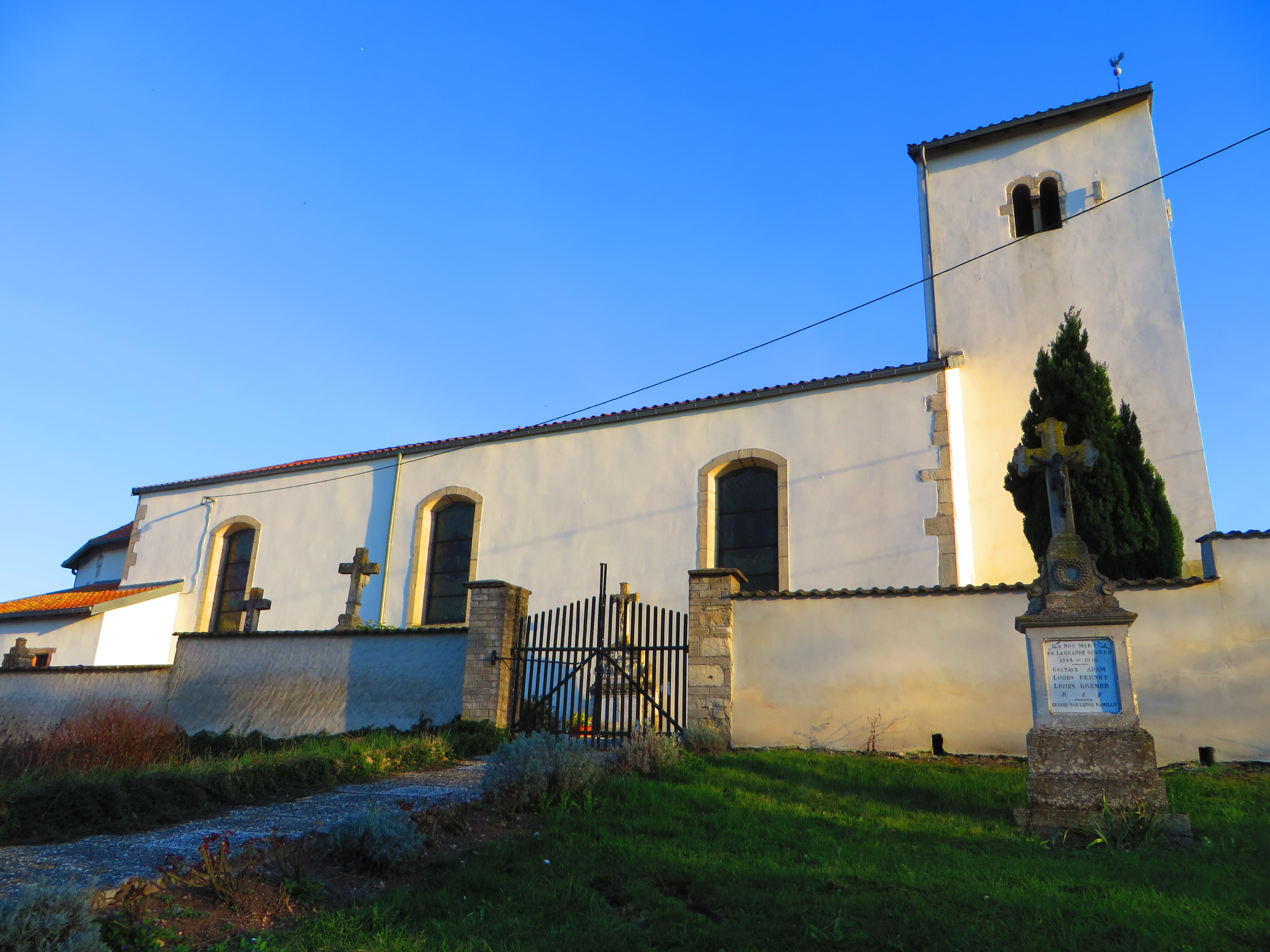
Kirche St. Markus

Bellange (deutsch Böllingen) ist eine französische Gemeinde mit 57 Einwohnern (Stand 1. Januar 2022) im Département Moselle in der Region Grand Est (bis 2015 Lothringen). Sie gehört zum Arrondissement Sarrebourg-Château-Salins, zum Kanton Le Saulnois und zum Kommunalverband Saulnois.

## Geographie
Bellange (Moselle) liegt in Lothringen etwa 40 Kilometer südöstlich von Metz im Saulnois (Salzgau)  auf einer Höhe zwischen 217 und 327 Metern über dem Meeresspiegel, die mittlere Höhe beträgt 230 Meter. Das Gemeindegebiet umfasst 3,81 Quadratkilometer. Auf dem Gemeindegebiet entspringt der Bach Ruisseau de Bellange, der nach der Gemeinde benannt wurde.

## Geschichte
Der Ort im Herzogtum Lothringen wurde 1274 als Billange, dann Billingen (1303), Billanges (1349),
Billinguen (1361), Belanges (16. Jh.), Bellange, Blanche (1756)
urkundlich erwähnt.
Der Templerorden hatte hier ein Haus und ließ im 12. Jahrhundert eine romanische Kirche erbauen, von der nur der Kirchturm überdauert haben soll, der jedoch um 1875 zerstört war. Die Ortschaft gehörte danach dem Bistum Metz. Bis zum 16. Jahrhundert erhielt das Kloster von Neumünster (heute ein Ortsteil von Ottweiler) den Zehnt von Bellange. Danach erhielten die Grafen von Nassau den Zehnt. Im 17. Jahrhundert ging der Zehnt an das Kollegiatstift Saint-Etienne von Vic-sur-Seille, das den Bischöfen von Metz unterstand.
Das Herzogtum Lothringen war seit seiner Gründung als Lotharii Regnum durch Lothar I. mehrmals eigenständig, es gehörte zum Heiligen Römischen Reich und war wiederholt mit Frankreich in Kriege verwickelt. 1738 wurde es im Frieden von Wien, der den Polnischen Thronfolgekrieg (1733–1738) beendete, dem polnischen König Stanislaus I. Leszczyński (1677–1766) zugesprochen und fiel nach dessen Tod im Jahr 1766 an Frankreich.
1793 erhielt Bellange im Zuge der Französischen Revolution (1789–1799) den Status einer Gemeinde und 1801 das Recht auf kommunale Selbstverwaltung. Es gehörte von 1801 bis 1871 zum früheren Département Meurthe.
Durch den Frankfurter Frieden vom 10. Mai 1871 kam die Region an das deutsche Reichsland Elsaß-Lothringen, und das Dorf wurde dem Kreis Château-Salins im Bezirk Lothringen zugeordnet. Die Dorfbewohner betrieben Getreide-, Obst-, Hopfen-, Gemüse- und Weinbau sowie Pferdezucht. Nach dem Ersten Weltkrieg musste die Region aufgrund der Bestimmungen des Versailler Vertrags 1919 an Frankreich abgetreten werden und wurde Teil des Département Moselle. Im Zweiten Weltkrieg war die Region von der deutschen Wehrmacht besetzt.

### Demographie
| Jahr      | 1793 | 1836 | 1861 | 1886 | 1911 | 1946 | 1982 | 1990 | 2007 | 2019 |
| --------- | ---- | ---- | ---- | ---- | ---- | ---- | ---- | ---- | ---- | ---- |
| Einwohner | 188  | 278  | 242  | 185  | 166  | 76   | 50   | 35   | 55   | 51   |

Die meisten Einwohner hatte Bellange 1836, danach nahm die Bevölkerungszahl bis 1990 ab, es lebten nur noch 35 Personen in der Gemeinde.

## Wappen
Das Wappen der Gemeinde zeigt auf rotem Grund eine silberne Taube, die das goldene Ölfläschchen des Schutzpatrons Remigius von Reims im Schnabel trägt. Darüber werden zwei goldene Steine gezeigt, Attribute des Stephanus (Étienne), in Erinnerung an das Kollegiatstift Saint-Étienne.